# El DeBarge
Eldra Patrick « El » DeBarge, né le 4 juin 1961 à Detroit, est un chanteur, compositeur, interprète, producteur et musicien américain nommé aux Grammy Awards.     

## Carrière
Septième enfant d'une fratrie de dix, El DeBarge a fait partie du groupe familial DeBarge signé chez Motown avec Bunny, James, Mark et Randy de 1979 à 1985, qui a produit plusieurs succès internationaux.
Parmi les chansons populaires chantées par El DeBarge dans le groupe figurent I Like It (1982), Time Will Reveal (1983) , All This Love (1983) et Rhythm of the Night (1985).
En 1985, Motown se sépare du groupe DeBarge et signe 3 contrats solo avec El, Bunny et Chico DeBarge. L'année suivante, en 1986, El DeBarge commence sa carrière solo avec notamment le hit Who's Johnny classé numéro 1 au classement R&B aux États-Unis en juillet et tiré du film Short Circuit. En octobre 1986, le titre se classe 9e du TOP singles en France.
En 1990, après la sortie de son deuxième album Gemini, à la fin de son contrat avec Motown, il signe chez Warner Bros. Records.
Il participe à l'album Back on the Block de Quincy Jones et notamment sur la chanson Secret Garden avec Barry White et James Ingram.
En tant qu’artiste solo, il est surtout connu pour son registre de ténor élevé unique, son fort falsetto et les tubes Who's Johnny et Love Always, ainsi que pour ses collaborations avec Tone Loc, George Clinton, Faith Evans, Quincy Jones, Fourplay et DJ Quik. 
En 1998, il participe à 4 titres de l'album Rythm-al-ism de DJ Quik, parmi Nate Dogg, Snoop Dogg, 2nd II None. 
El DeBarge a été nommé cinq fois aux Grammy.
Jusqu'en 2010, ses titres se classent régulièrement dans les charts américains.
En 2018, une altercation a lieu entre membres de la famille DeBarge dont El, laissant supposer une reformation du groupe impossible.

## Héritage
Plusieurs de ses titres, notamment au sein du groupe DeBarge, ont été samplés par des artistes comme Notorious BIG, Master P, Redman, Da Brat, Angie Stone, Warren G, Jennifer Lopez, Beyoncé ou Mariah Carey.

## Discographie

### Albums studio

#### avec DeBarge
- 1981 : The DeBarges
- 1982 : All This Love
- 1983 : In a Special Way
- 1985 : Rhythm of the Night

#### Solo
- 1986 : El DeBarge
- 1989 : Gemini
- 1992 : In the Storm
- 1994 : Heart, Mind and Soul
- 2010 : Second Chance